# User Equipment
User Equipment(UE)는 정보통신 용어의 하나로 5G 서비스가 제공되는 통신대상 단말의 수를 의미한다.
UE Speed는 서비스가 제공되는 통신 대상 지역에 위치한 단말의 이동속도를 의미한다.